# Campeonato sub-19 de la AFC 2014
El Campeonato sub-19 de la AFC de 2014 fue la XXXVIII edición del torneo organizado por la AFC, con sede en Rangún y Naipyidó, Birmania se desarrolló entre el 9 y el 23 de octubre de 2014. 
Los cuatro mejores equipos clasificaron directamente a la Copa Mundial de Fútbol Sub-20 de 2015 en Nueva Zelanda.

## Sedes
| Rangún            | Naipyidó              |
| ----------------- | --------------------- |
| Estadio Thuwunna  | Estadio Wunna Theikdi |
| Capacidad: 50.000 | Capacidad: 30.000     |
|                   |                       |

## Equipos participantes
| Equipos participantes | Equipos participantes  | Equipos participantes | Equipos participantes |
| --------------------- | ---------------------- | --------------------- | --------------------- |
| Australia             | Corea del Norte        | Irán                  | Tailandia             |
| Birmania              | Corea del Sur          | Irak                  | Uzbekistán            |
| Catar                 | Emiratos Árabes Unidos | Japón                 | Vietnam               |
| China                 | Indonesia              | Omán                  | Yemen                 |

## Sorteo
El sorteo de la fase final se celebró el 24 de abril de 2014 en Rangún, Birmania.
| Bombo 1 Cabezas de serie               | Bombo 2                              | Bombo 3                                      | Bombo 4                      |
| -------------------------------------- | ------------------------------------ | -------------------------------------------- | ---------------------------- |
| Corea del Sur Birmania Irak Uzbekistán | Australia Corea del Norte Irán Japón | Catar China Emiratos Árabes Unidos Tailandia | Indonesia Omán Vietnam Yemen |

## Resultados
- Los horarios corresponden a la hora de Birmania (UTC+6:30).

### Fase de grupos

#### Grupo A
| Equipo    | Pts | PJ | PG | PE | PP | GF | GC | Dif |
| --------- | --- | -- | -- | -- | -- | -- | -- | --- |
| Tailandia | 6   | 3  | 2  | 0  | 1  | 5  | 6  | -1  |
| Birmania  | 4   | 3  | 1  | 1  | 1  | 3  | 2  | 1   |
| Yemen     | 4   | 3  | 1  | 1  | 1  | 3  | 3  | 0   |
| Irán      | 3   | 3  | 1  | 0  | 2  | 3  | 3  | 0   |

| 9 de octubre de 2014, 15:30 | Irán        | 1:2 (1:0) | Tailandia                  | Estadio Thuwunna, Rangún                                    |                                                             |
|                             | Mazloum 15' | Reporte   | Thanasit 65' · Chenrop 82' | Asistencia: 2850 espectadores Árbitro(s): Abdulrahman Abdou | Asistencia: 2850 espectadores Árbitro(s): Abdulrahman Abdou |

| 9 de octubre de 2014, 18:30 | Birmania | 0:0     | Yemen | Estadio Thuwunna, Rangún                               |                                                        |
|                             |          | Reporte |       | Asistencia: 13 142 espectadores Árbitro(s): Ryuji Sato | Asistencia: 13 142 espectadores Árbitro(s): Ryuji Sato |

| 11 de octubre de 2014, 15:30 | Yemen        | 1:0 (1:0) | Irán | Estadio Thuwunna, Rangún                                             |                                                                      |
|                              | Al-Sarori 6' | Reporte   |      | Asistencia: 24 568 espectadores Árbitro(s): Mohd Amirul Izwan Yaacob | Asistencia: 24 568 espectadores Árbitro(s): Mohd Amirul Izwan Yaacob |

| 11 de octubre de 2014, 18:30 | Tailandia | 0:3 (0:3) | Birmania                               | Estadio Thuwunna, Rangún                                    |                                                             |
|                              |           | Reporte   | Nyein Chan Aung 13' 18' · Aung Thu 42' | Asistencia: 24 568 espectadores Árbitro(s): Nawaf Shukralla | Asistencia: 24 568 espectadores Árbitro(s): Nawaf Shukralla |

| 13 de octubre de 2014, 18:30 | Birmania | 0:2 (0:0) | Irán                        | Estadio Thuwunna, Rangún                                               |                                                                        |
|                              |          | Reporte   | Seyyedi 56' · Moharrami 83' | Asistencia: 19 784 espectadores Árbitro(s): Abdullah Mohamed Al Hilali | Asistencia: 19 784 espectadores Árbitro(s): Abdullah Mohamed Al Hilali |

| 13 de octubre de 2014, 18:30 | Tailandia           | 3:2 (1:1) | Yemen                  | Estadio Wunna Theikdi, Naipyidó                           |                                                           |
|                              | Patipan 39' 84' 87' | Reporte   | K.Mahdi 1' · Ahmed 63' | Asistencia: 600 espectadores Árbitro(s): Strebre Delovski | Asistencia: 600 espectadores Árbitro(s): Strebre Delovski |

#### Grupo B
| Equipo                 | Pts | PJ | PG | PE | PP | GF | GC | Dif |
| ---------------------- | --- | -- | -- | -- | -- | -- | -- | --- |
| Emiratos Árabes Unidos | 5   | 3  | 1  | 2  | 0  | 7  | 4  | 3   |
| Uzbekistán             | 5   | 3  | 1  | 2  | 0  | 6  | 4  | 2   |
| Australia              | 5   | 3  | 1  | 2  | 0  | 3  | 2  | 1   |
| Indonesia              | 0   | 3  | 0  | 0  | 3  | 2  | 8  | -6  |

| 10 de octubre de 2014, 15:30 | Uzbekistán                                         | 3:1 (2:0) | Indonesia | Estadio Thuwunna, Rangún                                            |                                                                     |
|                              | Khamdanov 18' · Urinboev 22' (pen.) · Shukurov 87' | Reporte   | Paulo 58' | Asistencia: 500 espectadores Árbitro(s): Abdullah Mohamed Al Hilali | Asistencia: 500 espectadores Árbitro(s): Abdullah Mohamed Al Hilali |

| 10 de octubre de 2014, 18:30 | Australia    | 1:1 (0:0) | Emiratos Árabes Unidos | Estadio Thuwunna, Rangún                                |                                                         |
|                              | Borrello 79' | Reporte   | Al Shamsi 85' (pen.)   | Asistencia: 625 espectadores Árbitro(s): Yudai Yamamoto | Asistencia: 625 espectadores Árbitro(s): Yudai Yamamoto |

| 12 de octubre de 2014, 15:30 | Indonesia | 0:1 (0:0) | Australia   | Estadio Thuwunna, Rangún                                   |                                                            |
|                              |           | Reporte   | Sotirio 67' | Asistencia: 628 espectadores Árbitro(s): Abdulrahman Abdou | Asistencia: 628 espectadores Árbitro(s): Abdulrahman Abdou |

| 12 de octubre de 2014, 18:30 | Emiratos Árabes Unidos              | 2:2 (1:1) | Uzbekistán                  | Estadio Thuwunna, Rangún                            |                                                     |
|                              | Ghanim Alalawi 25' · Alhashmi 90+3' | Reporte   | Shomurodov 44' · Abdiev 53' | Asistencia: 628 espectadores Árbitro(s): Ryuji Sato | Asistencia: 628 espectadores Árbitro(s): Ryuji Sato |

| 14 de octubre de 2014, 18:30 | Uzbekistán   | 1:1 (0:0) | Australia | Estadio Thuwunna, Rangún                                 |                                                          |
|                              | Urinboev 82' | Reporte   | Mauk 66'  | Asistencia: 536 espectadores Árbitro(s): Nawaf Shukralla | Asistencia: 536 espectadores Árbitro(s): Nawaf Shukralla |

| 14 de octubre de 2014, 18:30 | Emiratos Árabes Unidos                                                                                   | 4:1 (2:0) | Indonesia                | Estadio Wunna Theikdi, Naipyidó                          |                                                          |
|                              | Mohamed Alakberi 11' · Ahmed Alhashmi 22' · Saeed Jassim Saleh Ali Hassan 50' · Ahmed Rabia Gheilani 79' | Reporte   | Muhamad Dimas Drajad 52' | Asistencia: 400 espectadores Árbitro(s): Fahad Almirdasi | Asistencia: 400 espectadores Árbitro(s): Fahad Almirdasi |

#### Grupo C
| Equipo        | Pts | PJ | PG | PE | PP | GF | GC | Dif |
| ------------- | --- | -- | -- | -- | -- | -- | -- | --- |
| Japón         | 6   | 3  | 2  | 0  | 1  | 6  | 4  | 2   |
| China         | 5   | 3  | 1  | 2  | 0  | 3  | 2  | 1   |
| Corea del Sur | 4   | 3  | 1  | 1  | 1  | 7  | 2  | 5   |
| Vietnam       | 1   | 3  | 0  | 1  | 2  | 2  | 10 | -8  |

| 9 de octubre de 2014, 15:30 | Corea del Sur                                                                                               | 6:0 (1:0) | Vietnam | Estadio Wunna Theikdi, Naipyidó                                           |                                                                           |
|                             | Lee Jung-bin 45' · Kim Kun-hee 54' 90+1' · Shim Je-hyuk 60' · Hwang Hee-chan 66' (pen.) · Baek Seung-ho 76' | Reporte   |         | Asistencia: 300 espectadores Árbitro(s): Mohammed Abdullah Hassan Mohamed | Asistencia: 300 espectadores Árbitro(s): Mohammed Abdullah Hassan Mohamed |

| 9 de octubre de 2014, 18:30 | Japón        | 1:2 (1:1) | China                | Estadio Wunna Theikdi, Naipyidó                           |                                                           |
|                             | Minamino 16' | Reporte   | Shihao 1' (pen.) 77' | Asistencia: 250 espectadores Árbitro(s): Strebre Delovski | Asistencia: 250 espectadores Árbitro(s): Strebre Delovski |

| 11 de octubre de 2014, 15:30 | Vietnam              | 1:3 (0:0) | Japón                                            | Estadio Wunna Theikdi, Naipyidó                                 |                                                                 |
|                              | Hoàng Thanh Tùng 89' | Reporte   | Masaya Okugawa 58' · Daisuke Sakai 90+3' · 90+6' | Asistencia: 300 espectadores Árbitro(s): Hettikamkanamge Perera | Asistencia: 300 espectadores Árbitro(s): Hettikamkanamge Perera |

| 11 de octubre de 2014, 18:30 | China | 0:0     | Corea del Sur | Estadio Wunna Theikdi, Naipyidó                           |                                                           |
|                              |       | Reporte |               | Asistencia: 300 espectadores Árbitro(s): Fahad Al Mirdasi | Asistencia: 300 espectadores Árbitro(s): Fahad Al Mirdasi |

| 13 de octubre de 2014, 15:30 | Corea del Sur   | 1:2 (1:1) | Japón            | Estadio Wunna Theikdi, Naipyidó                          |                                                          |
|                              | Kim Gun-hee 29' | Reporte   | Minamino 13' 65' | Asistencia: 600 espectadores Árbitro(s): Ravshan Irmatov | Asistencia: 600 espectadores Árbitro(s): Ravshan Irmatov |

| 13 de octubre de 2014, 15:30 | China        | 1:1 (0:1) | Vietnam              | Estadio Thuwunna, Rangún                                                 |                                                                          |
|                              | Tang Shi 87' | Reporte   | Hoàng Thanh Tùng 20' | Asistencia: 10 000 espectadores Árbitro(s): Mohd Amirul Izwan Bin Yaacob | Asistencia: 10 000 espectadores Árbitro(s): Mohd Amirul Izwan Bin Yaacob |

#### Grupo D
| Equipo          | Pts | PJ | PG | PE | PP | GF | GC | Dif |
| --------------- | --- | -- | -- | -- | -- | -- | -- | --- |
| Catar           | 7   | 3  | 2  | 1  | 0  | 6  | 2  | 4   |
| Corea del Norte | 4   | 3  | 1  | 1  | 1  | 4  | 5  | -1  |
| Irak            | 4   | 3  | 1  | 1  | 1  | 8  | 3  | 5   |
| Omán            | 1   | 3  | 0  | 1  | 2  | 1  | 9  | -8  |

| 10 de octubre de 2014, 15:30 | Irak                                                                         | 6:0 (3:0) | Omán | Estadio Wunna Theikdi, Naipyidó                          |                                                          |
|                              | Mohsin 7' 43' · Al Shiyadi 27' (a.g.) · Kareem 74' · Tahseen 85' · Aymen 89' | Reporte   |      | Asistencia: 300 espectadores Árbitro(s): Ravshan Irmatov | Asistencia: 300 espectadores Árbitro(s): Ravshan Irmatov |

| 10 de octubre de 2014, 18:30 | Corea del Norte   | 1:3 (1:0) | Catar                                                  | Estadio Wunna Theikdi, Naipyidó                      |                                                      |
|                              | Jo Kwang Myong 5' | Reporte   | Al Saadi 74' (pen.) · Almoez Ali 79' · Afif 86' (pen.) | Asistencia: 300 espectadores Árbitro(s): Chris Beath | Asistencia: 300 espectadores Árbitro(s): Chris Beath |

| 12 de octubre de 2014, 15:30 | Omán        | 1:1 (0:0) | Corea del Norte  | Estadio Wunna Theikdi, Naipyidó                                          |                                                                          |
|                              | Mubarak 72' | Reporte   | Jong-Hyok So 90' | Asistencia: 400 espectadores Árbitro(s): Mohammed Abdulla Hassan Mohamed | Asistencia: 400 espectadores Árbitro(s): Mohammed Abdulla Hassan Mohamed |

| 12 de octubre de 2014, 18:30 | Catar        | 1:1 (0:1) | Irak             | Estadio Wunna Theikdi, Naipyidó                                             |                                                                             |
|                              | Al Saadi 51' | Reporte   | Rasan 39' (pen.) | Asistencia: 400 espectadores Árbitro(s): Muhammad Taqi Aljaafari Bin Jahari | Asistencia: 400 espectadores Árbitro(s): Muhammad Taqi Aljaafari Bin Jahari |

| 14 de octubre de 2014, 15:30 | Irak        | 1:2 (0:0) | Corea del Norte                      | Estadio Wunna Theikdi, Naipyidó                          |                                                          |
|                              | Mhawi 90+3' | Reporte   | Jo Kwang-myong 50' · Kim Yu-song 63' | Asistencia: 400 espectadores Árbitro(s): H. C. D. Perera | Asistencia: 400 espectadores Árbitro(s): H. C. D. Perera |

| 14 de octubre de 2014, 15:30 | Catar                   | 2:0 (0:0) | Omán | Estadio Thuwunna, Rangún                                |                                                         |
|                              | Al Saadi 58' (pen.) 65' | Reporte   |      | Asistencia: 536 espectadores Árbitro(s): Yamamoto Yudai | Asistencia: 536 espectadores Árbitro(s): Yamamoto Yudai |

### Segunda fase
|  | Cuartos de final       | Cuartos de final |                 |            | Semifinales | Semifinales |  |                 | Final | Final |  |
|  | 17 de octubre          |                  |                 |            |             |             |  |                 |       |       |  |
|  |                        |                  |                 |            |             |             |  |                 |       |       |  |
|  |                        |                  |                 |            |             |             |  |                 |       |       |  |
|  | Tailandia              | 1                |                 |            |             |             |  |                 |       |       |  |
|  | Tailandia              | 1                |                 |            |             |             |  |                 |       |       |  |
|  | Uzbekistán             | 2                |                 |            |             |             |  |                 |       |       |  |
|  | Uzbekistán             | 2                |                 | Uzbekistán | 0           |             |  |                 |       |       |  |
|  |                        |                  |                 | Uzbekistán | 0           |             |  |                 |       |       |  |
|  |                        |                  | Corea del Norte | 5          |             |             |  |                 |       |       |  |
|  | Japón                  | 1 (4)            | Corea del Norte | 5          |             |             |  |                 |       |       |  |
|  | Japón                  | 1 (4)            |                 |            |             |             |  |                 |       |       |  |
|  | Corea del Norte (p)    | 1 (5)            |                 |            |             |             |  |                 |       |       |  |
|  | Corea del Norte (p)    | 1 (5)            |                 |            |             |             |  | Corea del Norte | 0     |       |  |
|  |                        |                  |                 |            |             |             |  | Corea del Norte | 0     |       |  |
|  |                        |                  | Catar           | 1          |             |             |  |                 |       |       |  |
|  | Emiratos Árabes Unidos | 0                | Catar           | 1          |             |             |  |                 |       |       |  |
|  | Emiratos Árabes Unidos | 0                |                 |            |             |             |  |                 |       |       |  |
|  | Birmania               | 1                |                 |            |             |             |  |                 |       |       |  |
|  | Birmania               | 1                |                 | Birmania   | 2           |             |  |                 |       |       |  |
|  |                        |                  |                 | Birmania   | 2           |             |  |                 |       |       |  |
|  |                        |                  | Catar           | 3          |             |             |  |                 |       |       |  |
|  | Catar                  | 4                | Catar           | 3          |             |             |  |                 |       |       |  |
|  | Catar                  | 4                |                 |            |             |             |  |                 |       |       |  |
|  | China                  | 2                |                 |            |             |             |  |                 |       |       |  |
|  | China                  | 2                |                 |            |             |             |  |                 |       |       |  |
|  |                        |                  |                 |            |             |             |  |                 |       |       |  |

#### Cuartos de final
| 17 de octubre de 2014, 15:30 | Tailandia   | 1:2 (0:2) | Uzbekistán      | Estadio Wunna Theikdi, Naipyidó                               |                                                               |
|                              | Chenrop 47' | Reporte   | Urinboev 6' 20' | Asistencia: 29 000 espectadores Árbitro(s): Abdulrahman Abdou | Asistencia: 29 000 espectadores Árbitro(s): Abdulrahman Abdou |

| 17 de octubre de 2014, 19:00 | Japón                                              | 1:1 (1:1, 0:1) (t. s.)(4:5 p.) | Corea del Norte                                                        | Estadio Thuwunna, Rangún                                  |                                                           |
|                              | Minamino 83' (pen.)                                | Reporte                        | Kim Kuk-chol 36'                                                       | Asistencia: 400 espectadores Árbitro(s): Fahad Al Mirdasi | Asistencia: 400 espectadores Árbitro(s): Fahad Al Mirdasi |
|                              |                                                    | Tiros desde el punto penal     |                                                                        |                                                           |                                                           |
|                              | Mochizuki · Sakai · Ideguchi · Nakatani · Minamino |                                | Kang Nam-gwon · Ri Un-chol · Min Hyo-song · Jon Kum-dong · Jo Sol-song |                                                           |                                                           |

| 17 de octubre de 2014, 19:00 | Emiratos Árabes Unidos | 0:1 (0:0) | Birmania       | Estadio Wunna Theikdi, Naipyidó                        |                                                        |
|                              |                        | Reporte   | Than Paing 53' | Asistencia: 29 000 espectadores Árbitro(s): Ryuji Sato | Asistencia: 29 000 espectadores Árbitro(s): Ryuji Sato |

| 17 de octubre de 2014, 15:30 | Catar                                                   | 4:2 (2:0) | China                                  | Estadio Thuwunna, Rangún                                 |                                                          |
|                              | Al Saadi 6' · Afif 45' (pen.) · Doozandeh 58' · Ali 90' | Reporte   | Gui Hong 54' · Wei Jingzong 86' (pen.) | Asistencia: 400 espectadores Árbitro(s): Ravshan Irmatov | Asistencia: 400 espectadores Árbitro(s): Ravshan Irmatov |

#### Semifinales
| 20 de octubre de 2014, 15:30 | Uzbekistán | 0:5 (0:2) | Corea del Norte                                                | Estadio Thuwunna, Rangún                                   |                                                            |
|                              |            | Reporte   | Jo Kwang-myong 5' 39' 63' · Kim Yu-song 70' · So Jong-hyok 73' | Asistencia: 29 870 espectadores Árbitro(s): Hassan Mohamed | Asistencia: 29 870 espectadores Árbitro(s): Hassan Mohamed |

| 20 de octubre de 2014, 19:00 | Birmania | 2:3 (2:2; 0:1) (t. s.)(0:1 t. s.) | Catar | Estadio Thuwunna, Rangún                                                 |                                                                          |
|                              |          | Reporte                           |       | Asistencia: 29 870 espectadores Árbitro(s): Mohd Amirul Izwan Bib Yaacob | Asistencia: 29 870 espectadores Árbitro(s): Mohd Amirul Izwan Bib Yaacob |

#### Final
| 23 de octubre de 2014, 19:00 | Corea del Norte | 0:1 (0:0) | Catar    | Estadio Thuwunna, Rangún                                             |                                                                      |
|                              |                 | Reporte   | Afif 52' | Asistencia: 2375 espectadores Árbitro(s): Abdullah Mohamed Al Hilali | Asistencia: 2375 espectadores Árbitro(s): Abdullah Mohamed Al Hilali |

| Bandera de Catar |
| Campeón Catar    |
| Primer título    |

## Clasificados a laCopa Mundial de Fútbol Sub-20 de 2015
| Bandera de Birmania | Bandera de Catar | Bandera de Corea del Norte | Bandera de Uzbekistán |
| Birmania            | Catar            | Corea del Norte            | Uzbekistán            |

## Goleadores
| Jugador                | Selección       | Goles |
| ---------------------- | --------------- | ----- |
| Ahmed Al Saadi         | Catar           | 5     |
| Jo Kwang-myong         | Corea del Norte | 5     |
| Zabikhillo Urinboev    | Uzbekistán      | 5     |
| Akram Afif             | Catar           | 4     |
| Takumi Minamino        | Japón           | 4     |
| Almoez Ali             | Catar           | 3     |
| Kim Gun-hee            | Corea del Sur   | 3     |
| Nyein Chan Aung        | Birmania        | 3     |
| Patipan Pinsermsootsri | Tailandia       | 3     |